# توني ميلر (منافس ألعاب قوى)
توني ميلر (بالإنجليزية: Tony Miller)‏ هو منافس ألعاب قوى أمريكي، ولد في 15 مارس 1969.